# سیلیکون روی عایق
فناوری سیلیکون روی عایق (SOI) به استفاده از یک لایه سیلیکون-عایق بر روی سیلیکون به جای استفاده از لایه سیلیکون معمولی در تولید نیمه هادی‌ها، علی‌الخصوص در میکرو الکترونیک برای کاهش ظرفیت پارازیت دستگاه منسوب می‌کند، در نتیجه عملکرد بهبود پیدا می‌کند. افزاره مبتنی بر SOI با افزاره‌های معمولی ساخته شده از سیلیکون که در آن اتصال سیلیکون بر روی عایق الکتریکی است، متفاوت است؛ عمدتاً دی‌اکسید سیلیکون یا یاقوت کبود (این نوع از افزاره‌ها سیلیکون بر روی یاقوت کبود نامیده می‌شوند، یا SOS).انتخاب عایق مناسب تا حد زیادی به مورد کاربری آن بستگی دارد، یاقوت کبود در فرکانس رادیویی (RF) با کارایی بالا و کاربردهای حساس به تابش و دی‌اکسید سیلیکون برای اثر کانال‌های کوتاه کاهش‌یافته در افزاره‌های میکرو الکترونیکی استفاده می‌شود. لایهٔ عایق و لایهٔ بالایی سیلیکونی نیز کاربردهای بسیار زیادی را شامل می‌شود.

## نیاز صنعت
پیاده‌سازی فناوری SOI یکی از استراتژی‌های معمول تولیدی است که به منظور کاهش افزاره‌های میروالکترونیک به کار گرفته شده است، به صورت محاوره ای با عنوان «گسترش قانون مور» (یا «مور بیشتر» به اختصار MM) اشاره می‌شود.
مزایا و فواید گزارش شدهٔ فناوری SOI مرتبط با پردازش سیلیکونی معمولی (بدنه CMOS) شامل موارد زیر است.
- اختلال پارازیتی کمتر در ظرفیت خازنی به دلیل ایزوله بودن و دوری از بدنه سیلیکون معمولی، که باعث بهبود در نحوه مصرف توان در عملکرد مشابه می‌شود.
- مقاوم بودن در برابر latchup (اتصال کوتاه در مدارهای مجتمع) به دلیل ایزوله بودن کامل در ساختارهای n و p.
- عملکرد بهتر در VDD (ولتاژ مثبت منبع در FETها). توانایی کار در VDD کمتر.
- کاهش وابستگی دمایی بعلت کاهش غلظت.
- بازده بهتر با توجه به غلظت و تراکم زیاد، همچنین استفاده بهتر از ویفر.
- کاهش مسائل مربوط به آنتن.
- بدون نیاز به بدنه.
- جریان‌های نشتی کمتر به علت ایزوله بودن در نتیجه کارایی در توان مصرفی بهتر.
- سخت شدن پرتوزایی ذاتی (مقاومت در برابر خطاهای کوچک)، بنابراین نیاز به انحصار کاهش میاب

از دید تولید، زیربناهای SOI با بیشتر فرایندهای ساخت متعارف مطابقت دارند. در حالت کلی، یک فرایند پایه‌گذاری شده بر روی SOI ممکن است بدون تجهیزات خاص یا بازسازی مناسب یک کارخانه موجود اجرا شود. در بین چالش‌های منحصر به SOI، درخواست‌های مترولوژی جدید برای حسابداری لایه اکسید دفن شده و نگرانی‌ها در مورد تنش دیفرانسیل در لایه سیلیکونی بالاتر است. ولتاژ آستانه ترانزیستور بستگی به تاریخچه عملیات و ولتاژ اعمال شده بر روی آن دارد، بنابراین مدل‌سازی سخت‌تر می‌شود. مانع اولیه در اجرای SOI، افزایش قابل توجهی در هزینه زیر لایه است که تخمین زده می‌شود باعث ۱۰ تا ۱۵ درصد افزایش به کل هزینه‌های تولید می‌شود.

## ترانزیستور SOI
یک MOSFET SOI یک دستگاه نیمه هادی (MOSFET) است که در آن یک لایه نیمه هادی مانند سیلیکون یا ژرمانیوم روی یک لایه عایق قرار داده شده است که ممکن است یک لایه اکسید خاکی (BOX) در زیرلایهٔ یک‌نیمه هادی قرار گرفته باشد. دستگاه‌های MOSFET SOI برای استفاده در صنعت رایانه مطابقت داده شده‌اند. یک لایه اکسید خاکی می‌تواند در طراحی حافظه SRAM استفاده شود. دو نوع افزاره SOI وجود دارد: PDSOI MOSFET(از نوع SOI تقریباً خالی شده) و FDSOI MOSFET(از نوع SOI کاملاً خالی شده). برای یک PDSOI MOSFET نوع n یک غشا نوع p فشرده شده بین اکسید گازی و اکسید خاکی بزرگ است، پس منطقه تخلیه نمی‌تواند همهٔ ناحیهٔ p را پوشش دهد؛ پس در بعضی حدود PDSOI مانند یک حجم MOSFET رفتار می‌کند. روشن است که مزایای بیشتری نسبت به حجم MOSFETها دارد. غشا در دستکاه‌های FDSOI بسیار نازک است بنابراین ناحیهٔ تخلیه تمام سطح غشایی را پوشش می‌دهد. در FDSOI دروازه جلو (GOX) تخلیه کمتری نسبت به حجم را حمایت می‌کند، بنابراین یک افزایش هزینه در وارونگی بارها باعث افزایش سرعت سوئیچینگ می‌شود. محدودیت بار تخلیه توسط اکسید خاکی منجر به سرکوب ظرفیت تخلیه شده و به همین دلیل کاهش قابل توجهی از نوسانات زیر باریکه اجازه می‌دهد FDSOI MOSFETها در تعویض دروازه پایین کار کنند که عملیات در توان پایین‌تر را نتیجه می‌دهد. نوسان آستانه جایگزین می‌تواند به کمترین ارزش نظری برای MOSFET در سیصد هزار برسد، که 60mV/decade است. این مقدار ایده‌آل برای اولین بار در شبیه‌سازی عددی نشان داده شد. از دیگر اشکالات MOSFETهای حجمی، مانند افت ولتاژ آستانه و غیره از زمانی که میدان‌های الکتریکی منبع و تخلیه به دلیل اکسید خاک ینمی توانند دخالت کنند، در FDSOIها کاهش پیدا کرده و بهبود پیدا کرده است. مشکل اصلی در PDSOI "اثر بدنه شناور (FBE)" است زیرا غشا به هیچ‌یک از لوازم جانبی متصل نیست.

## تولید ویفر SOI

روند SIMOX

روند قطع هوشمند

اکسید سیلیکون‌های پایه‌گذاری شده بر روی ویفر SOI به روش‌های متعددی تولید می‌شود:
- SIMOX- جداسازی با استفاده از اکسیژن - در این نوع از فرایند تکثیر با پرتو یون اکسیژن که از روش گرم کردن (پختن) با دمای بالا پیروی می‌کند برای ساخت لایه سیلیکون اکسید خاکی استفاده می‌شود.
- پیوند ویفر - یک لایه عایق با اتصال مستقیم به سیلیکون اکسید شده با زیر لایه دوم شکل گرفته است. مقدار زیادی از زی لایهٔ دوم متعاقباً برداشته شده، باقی مانده‌های آن لایهٔ بالایی سیلیکون را تشکیل می‌دهند.
- یک نمونه برجسته از فرایند پیوند ویفر، روش هوشمند برش است که توسط شرکت Soitec فرانسه ساخته شده است که از کاشت یون استفاده می‌کند و پس از آن با استفاده از لایه برداری کنترل می‌شود تا ضخامت بالاترین لایه سیلیکونی را تعیین کند.
- NanoCleave (شکافت نانو) یک تکنولوژی است که توسط شرکت Silicon Genesis Corporation توسعه داده شده است که سیلیکون را از طریق فشار (پرس کردن) بر روی آلیاژ سیلیکون و سیلیکون ژرمانیوم جدا می‌کند.
- ELTRAN یک فناوری توسعه داده شده که توسط Canon است که بر سیلیکون متخلخل و برش آب پایه‌گذاری شده است.
- روش‌های دانه ای - در این‌جا لایه بالایی سیلیکون به‌طور مستقیم بر روی عایق رشد می‌کند. روش‌های دانه ای نیاز به نوع خاصی از هومیوپیتاکسی دارند که ممکن است با درمان شیمیایی عایق، یک دیوارهٔ کریستالی به‌طور مناسب برداشته شده یا از طریق ورق زیرزمینی از طریق عایق ساخته شود.

بررسی جامعی از این فرایندهای تولیدی مختلف را می‌توان در مرجع پیدا کرد.

## استفاده در صنعت میکروالکترونیک
آی بی ام شروع به استفاده از SOI در پایان بالا RS64-IV "Istar" PowerPC-AS ریز پردازنده در سال ۲۰۰۰ کرد. نمونه‌های دیگری از ریز پردازنده‌های ساخته شده بر اساس تکنولوژی SOI شامل پردازنده‌های AMD 130nm، 90nm، 65nm، 45nm و 32nm تک، دوگانه، چهار، شش و هشت هسته از سال ۲۰۰۱ است. Freescale در اواخر سال 2001 CPU PowerPC ۷۴۵۵ خود را با SOI تعمید داد، در حال حاضر Freescale محصولات SOI را در خطوط ۱۸۰ نانومتر، ۱۳۰ نانومتر، ۹۰ نانومتر و ۴۵ نانومتری ارائه می‌کند. پردازنده‌های مبتنی بر معماری پاور ۹۰ نانومتری در Xbox 360، PlayStation 3 و Wii نیز از تکنولوژی SOI استفاده می‌کنند. پیشنهادات رقابتی از اینتل به استفاده از فناوری CMOS باریک برای هر گره پردازش همچنان ادامه دارد، به جای تمرکز بر زمینه‌های دیگر مانند ترانزیستورهای HKMG و Tri-gate برای بهبود عملکرد ترانزیستور. در ژانویه ۲۰۰۵، محققان اینتل دربارهٔ یک لیزر رامان موجبندی سیلندر سیلیکونی تجربی تکمیل شده با استفاده از SOI گزارش دادند.
همان‌طور که در مورد ریخته‌گری سنتی، TSMC در ژوئیه ۲۰۰۶ ادعا کرد هیچ مشتری از SOI استقبال نکرد، اما نیمه هادی ممتاز به‌طور کامل به SOI اختصاص داده است.

## استفاده در برنامه‌ها با فرکانس رادیویی (RF) بالا
در سال ۱۹۹۰، یک‌نیمه هادی بیگانه شروع به ساخت یک فناوری فرایند SOI با استفاده از یک گره CMOS استاندارد ۰٬۵ میکرومتر و یک زیربنای پیشرفته یاقوت کبود کرد. فرایند انحصاری سیلیکون بر روی یاقوت کبود (SOS) به‌طور گسترده در برنامه‌ها با فرکانس رادیویی بالا استفاده می‌شود. مزایای ذاتی زیر لایه عایق یاقوت کبود اجازهٔ ایزوله کردن بالا، خطی کردن بالا و تحمل تخلیه الکترو-استاتیکی را می‌دهد. شرکت‌های چندگانه همچنین تکنولوژی SOI را برای برنامه‌های RF موفق در گوشی‌های هوشمند و رادیوهای تلفن همراه کاربردی کرده‌اند.

## استفاده در فتونیک (الکترونیک نوری)
ویفرهای SOI به‌طور گسترده در فتونیک‌های سیلیکونی استفاده می‌شوند. می‌توان از لایه سیلیکون کریستالی بر روی عایق برای ساخت موجک‌های نوری و سایر دستگاه‌های نوری، به صورت غیرفعال یا فعال (از طریق ایمپلنت‌های مناسب) استفاده کرد. عایق دفن شده امکان پخش نور مادون قرمز بر روی لایه سیلیکونی را بر اساس انعکاس داخلی کل را فراهم می‌کند. سطح بالای موجبرها می‌توانند به صورت غیرقابل کشف و در معرض هوا (به عنوان مثال برای سنجش برنامه‌ها) یا پوشش داده شده با روکش، معمولاً از سیلیکا ساخته شود.